# (1525) Savonlinna
(1525) Savonlinna est un astéroïde de la ceinture principale.

## Description
(1525) Savonlinna est un astéroïde de la ceinture principale. Il fut découvert le 18 septembre 1939 à Turku par Yrjö Väisälä. Il présente une orbite caractérisée par un demi-grand axe de 2,69 UA, une excentricité de 0,27 et une inclinaison de 5,9° par rapport à l'écliptique.

## Compléments